# Stanley Crouch
Stanley Lawrence Crouch (14 de dezembro de 1945 – 16 de setembro de 2020) foi um poeta americano, crítico musical e cultural, colunista sindicalizado, romancista e biógrafo. Ele era conhecido por sua crítica de jazz e seu romance de 2000, Don't the Moon Look Lonesome?

## Biografia
Stanley Lawrence Crouch nasceu em Los Angeles, filho de James e Emma Bea (Ford) Crouch. Ele foi criado por sua mãe. No documentário de televisão de 2005 de Ken Burns, Unforgivable Blackness, Crouch disse que seu pai era um "criminoso" e que uma vez conheceu o boxeador Jack Johnson . Quando criança, ele era um leitor voraz, tendo lido as obras completas de Ernest Hemingway, Mark Twain, F. Scott Fitzgerald e muitos outros clássicos da literatura americana quando terminou o ensino médio. Sua mãe contou a ele sobre as experiências de sua juventude no leste do Texas e a cultura negra do meio- oeste sulista, incluindo a cena do jazz de Kansas City . Tornou-se um entusiasta do jazz, tanto no sentido estético quanto no histórico. Ele se formou na Thomas Jefferson High School em Los Angeles em 1963. Após o colegial, ele frequentou faculdades e tornou-se ativo no movimento pelos direitos civis, trabalhando para o Comitê de Coordenação Não-Violenta de Estudantes . Ele também esteve envolvido em projetos artísticos e educacionais centrados na comunidade afro-americana de Los Angeles, logo ganhando reconhecimento por sua poesia. Em 1968, tornou-se poeta residente no Pitzer College, depois lecionou teatro e literatura no Pomona College até 1975. Os motins de Watts foram um evento crucial em seu desenvolvimento inicial como pensador de questões raciais. Uma citação do tumulto, "Não há ambulâncias para nenhum mano esta noite", foi usada como título para um discurso polêmico que defendia as ideias nacionalistas negras, lançado em gravação em 1969; também foi usado para uma coleção de 1972 de seus poemas.
Crouch era então ativo como baterista de jazz. Junto com David Murray, formou o grupo Black Music Infinity. Em 1975, ele procurou aprofundar seus esforços com uma mudança da Califórnia para a cidade de Nova York, onde dividiu um loft com Murray acima de um clube de East Village chamado Tin Palace. Ele foi baterista de Murray e de outros músicos da cena underground do loft jazz de Nova York. Enquanto trabalhava como baterista, Crouch conduziu a reserva de uma série de jazz de vanguarda no clube, bem como organizou shows ocasionais no Ladies' Fort . Ele mesmo admitiu que não era um bom baterista, dizendo: "O problema é que eu realmente não sabia tocar. Já que eu estava fazendo essas coisas de vanguarda, não precisava ser tão bom assim, mas eu era um verdadeiro idiota."
Crouch fez amizade com Ralph Ellison e Albert Murray, que influenciaram seu pensamento em uma direção menos centrada na raça. Ele afirmou sobre a influência de Murray: "Eu vi como é importante se libertar da ideologia. Quando você olha para as coisas apenas em termos de raça ou classe, você perde o que realmente está acontecendo." Ele fez uma ruptura final e pública com a ideologia nacionalista negra em 1979, em uma troca com Amiri Baraka no Village Voice . Ele também estava emergindo como um crítico público das recentes tendências culturais e artísticas que considerava vazias, falsas ou corruptas. Seus alvos incluíam os movimentos de fusão e vanguarda no jazz (incluindo sua própria participação no último) e a literatura que ele via como escondendo sua falta de mérito por trás da postura racial. Como redator do Voice de 1980 a 1988, ele era conhecido por suas críticas contundentes a seus alvos e tendência a criticar seus participantes. Foi durante esse período que ele se tornou amigo e mentor intelectual de Wynton Marsalis, e um defensor do movimento neotradicionalista que ele considerava reviver os valores centrais do jazz. Em 1987, tornou-se consultor artístico do programa Jazz at Lincoln Center, ao qual se juntou Marsalis, que mais tarde se tornou diretor artístico, em 1991.
Após sua passagem pelo Voice, Crouch publicou Notes of a Hanging Judge: Essays and Reviews, 1979–1989, que foi selecionado pela Encyclopædia Britannica Yearbook como o melhor livro de ensaios publicado em 1990. Isso foi seguido pelo recebimento de um Prêmio Whiting em 1991, e uma bolsa "gênio" da Fundação MacArthur e o Prêmio Jean Stein da Academia Americana de Artes e Letras em 1993.
Crouch continuou a ser um autor ativo, produzindo obras de ficção e não-ficção, artigos para periódicos e colunas de jornais. Ele era colunista do New York Daily News e colunista sindicalizado. Participou também como fonte em documentários e como convidado em debates televisionados. Durante os anos 2000 foi comentarista de destaque em Ken Burns 'Jazz (2001) e Unforgivable Blackness (2005), sobre a vida do boxeador Jack Johnson. Ele também publicou o romance Don't The Moon Look Lonesome? (2000), uma coleção de suas críticas e escritos sobre jazz, Considerando Genius (2007), e uma biografia do músico de jazz Charlie Parker, Kansas City Lightning (2013).
Crouch tornou-se cada vez menos figura pública devido ao declínio da saúde durante sua última década. Ele morreu em 16 de setembro de 2020, no Calvary Hospital, na cidade de Nova York. A causa da morte foi uma "doença longa e não especificada", embora ele também tenha lutado contra um surto de COVID-19 na primavera. Ele tinha 74 anos.

## Vida pessoal
Crouch morava em Carroll Gardens, Brooklyn.

## Opiniões
Como pensador político, Crouch foi inicialmente atraído e depois se desiludiu com o movimento Black Power do final dos anos 1960. Suas críticas a seus ex-co-pensadores, a quem ele se refere como uma "geração perdida", são coletadas em Notes of a Hanging Judge: Essays and Reviews, 1979–1989 e The All-American Skin Game, or, The Decoy of Race : The Long and the Short of It, 1990–1994 . Ele identificou a adoção do essencialismo racial entre os líderes e intelectuais afro-americanos como um desvio de questões mais centrais para a melhoria dos afro-americanos e da sociedade como um todo. Na década de 1990, ele irritou muitos pensadores políticos ao se declarar um "pragmatista radical". Ele explicou: "Afirmo que tudo o que penso tem a melhor chance de funcionar, de ser inspirador e não sentimental, de raciocinar nas categorias de falsa divisão e além da isca da raça".
Em sua coluna sindicalizada para o New York Daily News, Crouch frequentemente criticava proeminentes afro-americanos. Crouch criticou, entre outros: Alex Haley, autor de The Autobiography of Malcolm X e Roots: The Saga of an American Family; líder comunitário Al Sharpton; o cineasta Spike Lee; estudioso Cornel West, e poeta e dramaturgo Amiri Baraka.
Crouch também foi um crítico feroz da música gangsta rap, afirmando que ela promove a violência, estilos de vida criminosos e atitudes degradantes em relação às mulheres. Com esse ponto de vista, ele defendeu o " Pound Cake Speech" de Bill Cosby e elogiou um grupo de mulheres no Spelman College por se manifestar contra a música rap. Com relação ao rapper Tupac Shakur, ele escreveu, "a escória desenterrada pela qual você está disposto a pagar é a escória que você recebe, dentro ou fora do palco."
A partir do final dos anos 1970, Crouch criticou as formas de jazz que divergem do que ele considerava seus valores essenciais, semelhantes às opiniões de Albert Murray sobre o mesmo assunto. Na avaliação do crítico de jazz Alex Henderson, Crouch era um "rígido purista do jazz" e "um crítico contundente do jazz de vanguarda e da fusão". Crouch comentou: "Devemos rir daqueles que fazem reivindicações artísticas de fusão."
No The New Yorker, Robert Boynton escreveu: "Entusiasmado, combativo e nunca avesso à atenção, Crouch tem um apetite praticamente insaciável por controvérsia." Boynton também observou: "Poucos críticos culturais têm uma visão tão eclética e intrigante quanto a de Stanley Crouch. Menos ainda realmente lutam para provar seus pontos." Crouch foi demitido do JazzTimes após seu polêmico artigo "Putting the White Man in Charge", no qual afirmou que, desde a década de 1960, "os músicos brancos que podem tocar são frequentemente elevados muito além de suas habilidades, a fim de permitir que os escritores brancos se tornem sentem-se mais à vontade no papel de avaliadores de uma arte da qual se sentem substancialmente alienados."

## Associação com Wynton Marsalis e Ken Burns
O trompetista Wynton Marsalis chamou Crouch de "meu melhor amigo do mundo" e "mentor". Os dois se conheceram depois que Marsalis, aos 17 anos, se estabeleceu na cidade de Nova York para frequentar a Juilliard School. Os dois compartilharam um relacionamento próximo, Crouch tendo escrito encarte dos álbuns de Marsalis desde seu álbum de estreia em 1982.
Quando Marsalis atuou como "Consultor Criativo Sênior" para o documentário Jazz de Ken Burns em 2001, Crouch atuou no conselho consultivo do filme e aparece extensivamente. Alguns críticos e aficionados de jazz citaram a participação de Marsalis e Crouch especificamente como razões para o que eles acreditavam ser o foco indevido do filme no jazz tradicional e direto.
Depois de Jazz, Crouch apareceu em outros filmes de Burns, incluindo o DVD da versão remasterizada de 2002 de The Civil War e o documentário de 2004 Unforgivable Blackness: The Rise and Fall of Jack Johnson.

## Prêmios, homenagens, distinções
- Em 2004, Crouch foi convidado para um painel de juízes para o PEN/Newman's Own Award, um prêmio de US$ 25.000 destinado a proteger a fala aplicada à palavra escrita.[31]
- Em 2005, ele foi selecionado como um dos bolsistas inaugurais da Fundação Fletcher, que concede bolsas anuais para pessoas que trabalham com questões de raça e direitos civis e dirigido pelo professor Henry Louis Gates, Jr. da Universidade de Harvard.[32]
- Em 2005, Crouch foi nomeado o Homem do Ano por Patrick Lynch, da Associação Benevolente da Polícia da cidade de Nova York, por ser "tão ousado em seu apoio aos policiais da cidade de Nova York quanto em sua condenação ao "barato" da cidade. atitude em compensar os homens e mulheres que arriscam suas vidas todos os dias para manter a cidade de Nova York segura e civil", que concede prêmios anuais a homens que realizam atos de aliança política com o policiamento como uma construção e foi presidida por Patrick J. Lynch desde 1999.[33]
- Crouch atuou como presidente da Louis Armstrong Educational Foundation de 2009 em diante.
- Em 2016, Crouch recebeu o Prêmio Windham-Campbell de Literatura (não-ficção).[34]
- Crouch era membro da Academia Americana de Artes e Ciências.[7]

### Não-ficção
| Considerando o gênio: escritos sobre jazz                                                  |
| O Homem Branco Artificial: Ensaios sobre Autenticidade                                     |
| Kansas City Lightning: A Ascensão e os Tempos de Charlie Parker                            |
| The All-American Skin Game, or, The Decoy of Race: The Long and the Short of It, 1990–1994 |
| Notas de um juiz enforcado: ensaios e críticas, 1979–1989                                  |
| Reconsiderando as Almas do Povo Negro, com Playthell G. Benjamin                           |
| Sempre em busca: novas perspectivas americanas, 1995-1997                                  |
| Em defesa dos tabus                                                                        |
| One Shot Harris: as fotografias de Charles "Teenie" Harris                                 |

### Ficção
| A Lua não parece solitária? (2000)                    |
| Não há ambulâncias para nenhum Nigguhs Tonight (1972) |